# Zawsze (singel)
Zawsze – singel polskiego piosenkarza Ralpha Kaminskiego z jego debiutanckiego albumu studyjnego, zatytułowanego Morze. Singel został wydany 29 czerwca 2015.
Nagranie otrzymało w Polsce status złotego singla, przekraczając liczbę 10 tysięcy sprzedanych kopii.

## Geneza utworu i historia wydania
Utwór napisał i skomponował Rafał Kamiński.
Singel ukazał się w formacie digital download 29 czerwca 2015 w Polsce za pośrednictwem wytwórni płytowej Fonobo. Kompozycja została umieszczona na debiutanckim albumie studyjnym Ralpha Kaminskiego – Morze.

## Teledysk
Do utworu powstał teledysk, który udostępniono 19 września 2016 za pośrednictwem serwisu YouTube.

## Lista utworów
- Digital download[6]

1. „Zawsze” – 3:51

## Certyfikaty
| Kraj          | Certyfikat  | Sprzedaż |
| ------------- | ----------- | -------- |
| Polska (ZPAV) | złota płyta | 10 000+  |